# 전쟁문학
전쟁문학(戰爭文學)은 전쟁을 소재로 하여 집필되는 문학이다.
주로 전쟁의 참상을 진단하고 고발한다.